# 4 Heures d'Anderstorp 1996
Navigation
Édition précédente
Les 4 Heures d'Anderstorp 1996, disputées le 14 juillet 1996 sur le circuit d'Anderstorp, sont la sixième manche du championnat BPR 1996.

## Course

### Classement de la course
Classement à l'issue de la course (vainqueurs de catégorie en gras), :
| Pos.   | Catégorie | N° | Écurie                              | Pilotes                                            | Châssis                   | Pneus | Tours |
| Pos.   | Catégorie | N° | Écurie                              | Pilotes                                            | Moteur                    | Pneus | Tours |
| ------ | --------- | -- | ----------------------------------- | -------------------------------------------------- | ------------------------- | ----- | ----- |
| 1      | GT1       | 27 | Ennea Igol                          | Anders Olofsson Luciano Della Noce                 | Ferrari F40 GTE           | P     | 151   |
| 1      | GT1       | 27 | Ennea Igol                          | Anders Olofsson Luciano Della Noce                 | Ferrari 3.5L Turbo V8     | P     | 151   |
| 2      | GT1       | 6  | Gulf Racing GTC Motorsport          | Lindsay Owen-Jones Pierre-Henri Raphanel           | McLaren F1 GTR            | M     | 151   |
| 2      | GT1       | 6  | Gulf Racing GTC Motorsport          | Lindsay Owen-Jones Pierre-Henri Raphanel           | BMW S70 6.1L V12          | M     | 151   |
| 3      | GT1       | 2  | Gulf Racing GTC Motorsport          | Ray Bellm James Weaver                             | McLaren F1 GTR            | M     | 149   |
| 3      | GT1       | 2  | Gulf Racing GTC Motorsport          | Ray Bellm James Weaver                             | BMW S70 6.1L V12          | M     | 149   |
| 4      | GT1       | 3  | Harrods Racing David Price Racing   | Andy Wallace Olivier Grouillard                    | McLaren F1 GTR            | G     | 149   |
| 4      | GT1       | 3  | Harrods Racing David Price Racing   | Andy Wallace Olivier Grouillard                    | BMW S70 6.1L V12          | G     | 149   |
| 5      | GT1       | 1  | West Competition David Price Racing | John Nielsen Thomas Bscher                         | McLaren F1 GTR            | G     | 148   |
| 5      | GT1       | 1  | West Competition David Price Racing | John Nielsen Thomas Bscher                         | BMW S70 6.1L V12          | G     | 148   |
| 6      | GT1       | 21 | Lotus Racing Team                   | Mike Hezemans Alex Portman                         | Lotus Esprit V8           | M     | 147   |
| 6      | GT1       | 21 | Lotus Racing Team                   | Mike Hezemans Alex Portman                         | Lotus 3.5L Turbo V8       | M     | 147   |
| 7      | GT2       | 56 | Roock Racing                        | Bruno Eichmann Michel Neugarten Gerd Ruch          | Porsche 911 GT2           | M     | 146   |
| 7      | GT2       | 56 | Roock Racing                        | Bruno Eichmann Michel Neugarten Gerd Ruch          | Porsche 3.6L Turbo Flat-6 | M     | 146   |
| 8      | GT2       | 88 | Konrad Motorsport                   | Toni Seiler Stéphane Ortelli                       | Porsche 911 GT2           | M     | 145   |
| 8      | GT2       | 88 | Konrad Motorsport                   | Toni Seiler Stéphane Ortelli                       | Porsche 3.6L Turbo Flat-6 | M     | 145   |
| 9      | GT2       | 64 | Lanzante Motorsport                 | Paul Burdell Soames Langton                        | Porsche 911 GT2           | M     | 144   |
| 9      | GT2       | 64 | Lanzante Motorsport                 | Paul Burdell Soames Langton                        | Porsche 3.6L Turbo Flat-6 | M     | 144   |
| 10     | GT2       | 75 | Agusta Racing Team                  | Almo Coppelli Marco Spinelli                       | Callaway Corvette LM-GT   | D     | 144   |
| 10     | GT2       | 75 | Agusta Racing Team                  | Almo Coppelli Marco Spinelli                       | Chevrolet LT1 6.2L V8     | D     | 144   |
| 11     | GT2       | 55 | Stadler Motorsport                  | Lilian Bryner Enzo Calderari                       | Porsche 911 GT2           | P     | 144   |
| 11     | GT2       | 55 | Stadler Motorsport                  | Lilian Bryner Enzo Calderari                       | Porsche 3.6L Turbo Flat-6 | P     | 144   |
| 12     | GT2       | 52 | Krauß Rennsporttechnik              | Bernhard Müller Michael Trunk                      | Porsche 911 GT2           |       | 143   |
| 12     | GT2       | 52 | Krauß Rennsporttechnik              | Bernhard Müller Michael Trunk                      | Porsche 3.6L Turbo Flat-6 |       | 143   |
| 13     | GT2       | 50 | Stadler Motorsport                  | Uwe Sick Luigino Pagotto                           | Porsche 911 GT2           | P     | 140   |
| 13     | GT2       | 50 | Stadler Motorsport                  | Uwe Sick Luigino Pagotto                           | Porsche 3.6L Turbo Flat-6 | P     | 140   |
| 14     | GT2       | 87 | RWS Brun Motorsport                 | Raffaele Sangiuolo Gottfried Rampl Hans-Jörg Hofer | Porsche 911 GT2           | P     | 139   |
| 14     | GT2       | 87 | RWS Brun Motorsport                 | Raffaele Sangiuolo Gottfried Rampl Hans-Jörg Hofer | Porsche 3.6L Turbo Flat-6 | P     | 139   |
| 15     | GT2       | 77 | Seikel Motorsport                   | Hermann Bilz Jacques Corbet Peter Seikel           | Porsche 911 GT2           | P     | 135   |
| 15     | GT2       | 77 | Seikel Motorsport                   | Hermann Bilz Jacques Corbet Peter Seikel           | Porsche 3.6L Turbo Flat-6 | P     | 135   |
| 16     | GT2       | 85 | Gianluigi Locatelli                 | Gianluigi Locatelli Leonardo Maddalena             | Porsche 993 Supercup      |       | 134   |
| 16     | GT2       | 85 | Gianluigi Locatelli                 | Gianluigi Locatelli Leonardo Maddalena             | Porsche 3.8L Flat-6       |       | 134   |
| 17 NC  | GT2       | 53 | Yellow Racing                       | Christian Heinkelé Tony Ring Jean Gay              | Ferrari F355 GT           | M     | 118   |
| 17 NC  | GT2       | 53 | Yellow Racing                       | Christian Heinkelé Tony Ring Jean Gay              | Ferrari 3.5L V8           | M     | 118   |
| 18 NC  | GT1       | 28 | Ennea Igol                          | Jean-Marc Gounon Éric Bernard Paul Belmondo        | Ferrari F40 GTE           | P     | 117   |
| 18 NC  | GT1       | 28 | Ennea Igol                          | Jean-Marc Gounon Éric Bernard Paul Belmondo        | Ferrari 3.5L Turbo V8     | P     | 117   |
| 19 DNF | GT2       | 69 | Proton Competition                  | Peter Erl Gerold Ried Patrick Vuillaume            | Porsche 911 GT2           | P     | 115   |
| 19 DNF | GT2       | 69 | Proton Competition                  | Peter Erl Gerold Ried Patrick Vuillaume            | Porsche 3.6L Turbo Flat-6 | P     | 115   |
| 20 DNF | GT1       | 22 | Lotus Racing Team                   | Jan Lammers Charles Goodwin                        | Lotus Esprit V8           | M     | 93    |
| 20 DNF | GT1       | 22 | Lotus Racing Team                   | Jan Lammers Charles Goodwin                        | Lotus 3.5L Turbo V8       | M     | 93    |
| 21 DNF | GT2       | 65 | Roock Racing                        | Stefano Buttiero Hans Hugenholtz                   | Porsche 911 GT2           | M     | 87    |
| 21 DNF | GT2       | 65 | Roock Racing                        | Stefano Buttiero Hans Hugenholtz                   | Porsche 3.6L Turbo Flat-6 | M     | 87    |
| 22 DNF | GT1       | 11 | Konrad Motorsport                   | Franz Konrad Bob Wollek                            | Porsche 911 GT2 Evo       | M     | 63    |
| 22 DNF | GT1       | 11 | Konrad Motorsport                   | Franz Konrad Bob Wollek                            | Porsche 3.6L Turbo Flat-6 | M     | 63    |
| 23 DNF | GT2       | 96 | Larbre Compétition                  | Patrice Goueslard André Ahrle                      | Porsche 911 GT2           | P     | 43    |
| 23 DNF | GT2       | 96 | Larbre Compétition                  | Patrice Goueslard André Ahrle                      | Porsche 3.6L Turbo Flat-6 | P     | 43    |
| 24 DNF | GT1       | 8  | BBA Compétition                     | Jean-Luc Maury-Laribière Emmanuel Clérico          | McLaren F1 GTR            | D     | 39    |
| 24 DNF | GT1       | 8  | BBA Compétition                     | Jean-Luc Maury-Laribière Emmanuel Clérico          | BMW S70 6.1L V12          | D     | 39    |
| 25 DNF | GT1       | 35 | JTI Motorsport                      | Koit Veertee Örnulf Wirdheim                       | Porsche 911 RSR Turbo     |       | 33    |
| 25 DNF | GT1       | 35 | JTI Motorsport                      | Koit Veertee Örnulf Wirdheim                       | Porsche 3.6L Turbo Flat-6 |       | 33    |
| 26 DNF | GT2       | 73 | Charles Morgan                      | Charles Morgan William Wykeham                     | Morgan Plus 8 GTR         | D     | 32    |
| 26 DNF | GT2       | 73 | Charles Morgan                      | Charles Morgan William Wykeham                     | Rover 5.0L V8             | D     | 32    |
| 27 DNF | GT1       | 49 | Freisinger Motorsport               | Wolfgang Kaufmann Jürgen Barth                     | Porsche 911 GT2 Evo       | G     | 28    |
| 27 DNF | GT1       | 49 | Freisinger Motorsport               | Wolfgang Kaufmann Jürgen Barth                     | Porsche 3.6L Turbo Flat-6 | G     | 28    |
| 28 DNF | GT1       | 16 | Karl Augustin                       | Karl Augustin Ernst Gschwender                     | Porsche 911 Cetoni        | P     | 24    |
| 28 DNF | GT1       | 16 | Karl Augustin                       | Karl Augustin Ernst Gschwender                     | Porsche 3.6L Turbo Flat-6 | P     | 24    |
| 29 DNF | GT1       | 29 | Ennea Ferrari Club Italia           | Piero Nappi Max Angelelli                          | Ferrari F40 GTE           | P     | 23    |
| 29 DNF | GT1       | 29 | Ennea Ferrari Club Italia           | Piero Nappi Max Angelelli                          | Ferrari 3.5L Turbo V8     | P     | 23    |
| 30 DNF | GT2       | 83 | Marcos Racing International         | Cor Euser Thomas Erdos Ferdinand de Lesseps        | Marcos LM600              | D     | 16    |
| 30 DNF | GT2       | 83 | Marcos Racing International         | Cor Euser Thomas Erdos Ferdinand de Lesseps        | Chevrolet 5.9L V8         | D     | 16    |
| 31 DNF | GT1       | 4  | Roock Racing                        | Ralf Kelleners Jean-Pierre Jarier                  | Porsche 911 GT2 Evo       | M     | 12    |
| 31 DNF | GT1       | 4  | Roock Racing                        | Ralf Kelleners Jean-Pierre Jarier                  | Porsche 3.6L Turbo Flat-6 | M     | 12    |
| DNS    | GT2       | 66 | EMKA Racing                         | Steve O'Rourke Guy Holmes                          | Porsche 911 GT2           | D     | -     |
| DNS    | GT2       | 66 | EMKA Racing                         | Steve O'Rourke Guy Holmes                          | Porsche 3.6L Turbo Flat-6 | D     | -     |
| DNS    | GT2       | 99 | Elf Haberthur Racing                | Ferdinand de Lesseps Richard Balandras             | Porsche 911 GT2           | P     | -     |
| DNS    | GT2       | 99 | Elf Haberthur Racing                | Ferdinand de Lesseps Richard Balandras             | Porsche 3.6L Turbo Flat-6 | P     | -     |